# 亞歷山德魯·阿維雷斯庫
亞歷山德魯·阿維雷斯庫（羅馬尼亞語：Alexandru Averescu，羅馬尼亞語發音：[alekˈsandru aveˈresku] ⓘ；1869年4月3日—1938年10月2日）是羅馬尼亞元帥和民粹主義政客。

## 外部連結
- FirstWorldWar.com Biography （页面存档备份，存于）
- 有关亞歷山德魯·阿維雷斯庫在德国经济学中央图书馆（ZBW）20世纪新闻档案中的剪报。
- 在Find a Grave上的亞歷山德魯·阿維雷斯庫